# شیخ‌الاسلام (هشترود)
شیخ‌الاسلام یکی از روستاهای استان آذربایجان شرقی است که در دهستان آتش‌بیگ قرانقو بخش نظرکهریزی شهرستان هشترود واقع شده‌است.شیخ الاسلام ۱۹۰نفر جمعیت و۴۶خانواراست.